# Raphael Hofer
Raphael Hofer (Austria, 14 de febrero de 2003) es un futbolista austríaco que juega de centrocampista en el TSV Hartberg de la Bundesliga.

## Trayectoria
Empezó jugando en la cantera del Red Bull Salzburgo en la que ingresó en el 2017 tras pasar por la del SV Ried.
Pasó a jugar dos temporadas en el F. C. Liefering, equipo colaborador de Red Bull. Jugó un total de 38 partidos en los que marcó tres goles y dio tres asistencias.
En julio de 2023, tras renovar hasta 2026 con el Salzburgo, es cedido al recién ascendido a la Bundesliga FC Blau-Weiß Linz. En el parón invernal vuelve al equipo de Salzburgo para volver a ser cedido hasta final de temporada al FC Liefering.

## Selección nacional
Ha sido internacional sub-21 por su país.

## Estadísticas

### Clubes
Actualizado al último partido disputado el 2 de noviembre de 2024.
| Club                        | Div.          | Temporada     | Liga  | Liga  | Copas nacionales | Copas nacionales | Copas internacionales | Copas internacionales | Total | Total |
| Club                        | Div.          | Temporada     | Part. | Goles | Part.            | Goles            | Part.                 | Goles                 | Part. | Goles |
| --------------------------- | ------------- | ------------- | ----- | ----- | ---------------- | ---------------- | --------------------- | --------------------- | ----- | ----- |
| F. C. Liefering · Austria   | 2.ª           | 2021-22       | 11    | 0     | —                | —                | —                     | —                     | 11    | 0     |
| F. C. Liefering · Austria   | 2.ª           | 2022-23       | 27    | 3     | —                | —                | —                     | —                     | 27    | 3     |
| FC Blau-Weiß Linz · Austria | 1.ª           | 2023-24       | 6     | 0     | 2                | 0                | —                     | —                     | 8     | 0     |
| FC Blau-Weiß Linz · Austria | Total club    | Total club    | 6     | 0     | 2                | 0                | 0                     | 0                     | 8     | 0     |
| F. C. Liefering · Austria   | 2.ª           | 2023-24       | 13    | 1     | —                | —                | —                     | —                     | 13    | 1     |
| F. C. Liefering · Austria   | Total club    | Total club    | 51    | 4     | 0                | 0                | 0                     | 0                     | 51    | 4     |
| Total carrera               | Total carrera | Total carrera | 57    | 4     | 2                | 0                | 0                     | 0                     | 59    | 4     |